# ITF Women's Circuit Thurgau
L'ITF Women's Circuit Thurgau è un torneo professionistico di tennis giocato su campi in sintetico (indoor). Fa parte dell'ITF Women's Circuit. Si gioca annualmente a Kreuzlingen in Svizzera.

## Albo d'oro

### Singolare
| Anno | Campionessa            | Finalista        | Punteggio     |
| ---- | ---------------------- | ---------------- | ------------- |
| 2013 | Ekaterina Aleksandrova | Timea Bacsinszky | 6–4, 6–3      |
| 2014 | Michaëlla Krajicek     | Timea Bacsinszky | 6–4, 7–6(7–5) |

### Doppio
| Anno | Campionesse                      | Finaliste                        | Punteggio        |
| ---- | -------------------------------- | -------------------------------- | ---------------- |
| 2013 | Timea Bacsinszky Xenia Knoll     | Matea Mezak Silvia Njirić        | 6–3, 6–2         |
| 2014 | Eva Birnerová Michaëlla Krajicek | Aleksandra Krunić Amra Sadiković | 6–1, 4–6, [10–6] |